# Chitra Banerjee Divakaruni

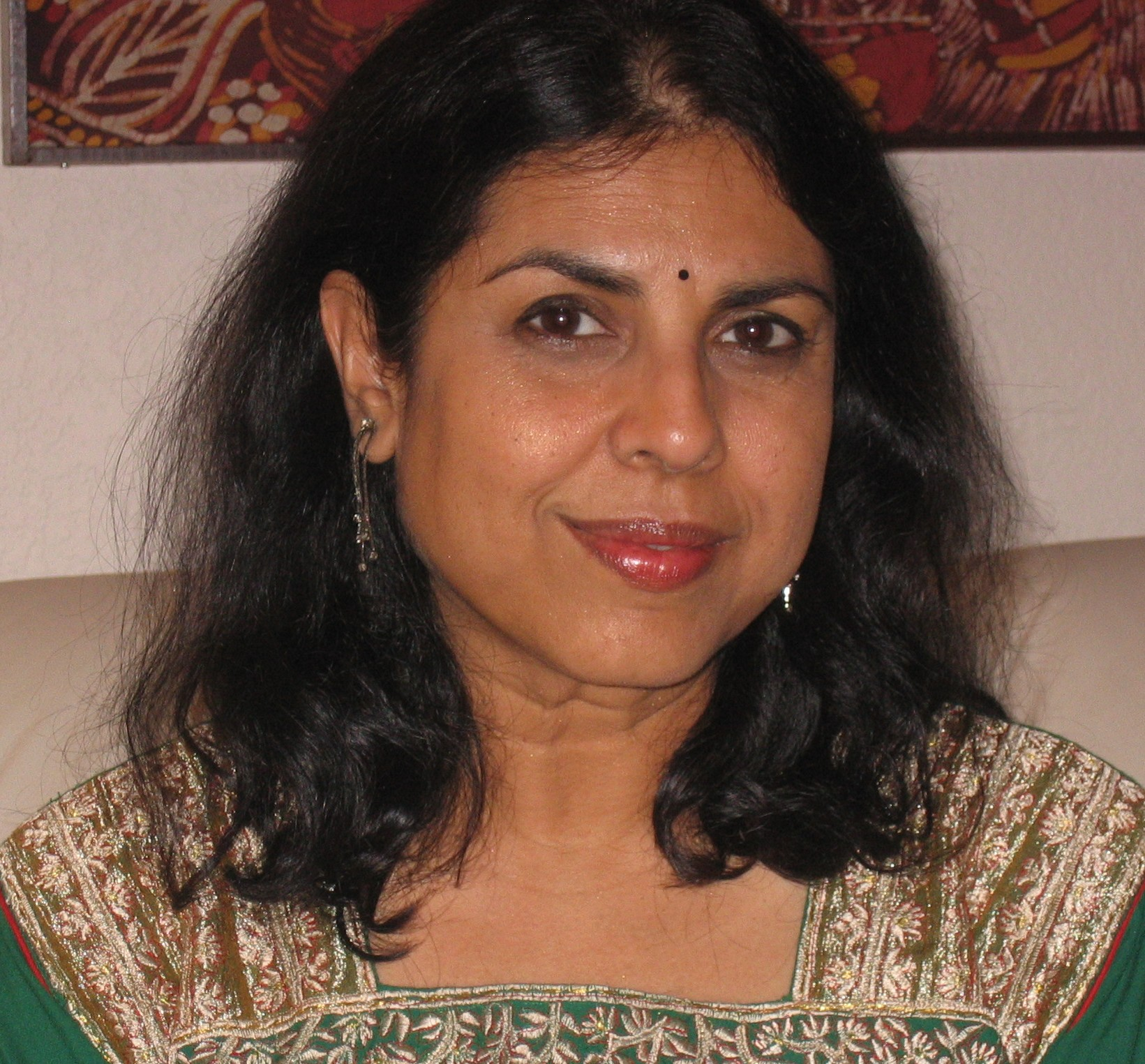
Chitra Banerjee Divakaruni

Chitra Banerjee Divakaruni (n. 1957) escritora y profesora de inglés de la Universidad de Houston. 
Nació en Calcuta, India y se doctoró en la Universidad de Berkeley. Su novela The Mistress of Spices se ha llevado al cine en 2005

## Obra
- The Vine of Desire (2002)
- The Unknown Errors of our Lives (2001)
- Sister of My Heart (1999)
- Leaving Yuba City (1997)
- The Mistress of Spices (1997)
- Arranged Marriage (1995)
- Black Candle (1991)
- The Reason for Nasturiums (1990)
- Dark Like the River (1987)
- Queen of Dreams
- Arraanged Marriage